# Grep
grep je Unix program, obično dostupan na svim *nix operacijskim sustavima kao naredba sustava.  Služi za pretraživanje teksta prema zadanim obrascima. Ime naredbe nastalo je po prvim slovima naredbi za editor teksta ed: global, regular expression i print. Naredba grep pretražuje sadržaj datoteke ili standardni ulaz (STDIN), tražeći redove teksta koji odgovaraju zadanom obrascu koji može biti regularni izraz, rezultat pretrage ispisuje se na standardni izlaz (STDOUT).

## Primjeri
grep jabuka razno_voće.txt
prethodna naredba traži tekst jabuka u datoteci razno_voće.txt i prikazuje redak u kojemu se nalazi tekst jabuka.